# 雨ノ弱
雨ノ弱（あまのじゃく）は、日本の3人組ロックバンド。「現代的シネマティックロックバンド」を標榜し、映画のような物語性のある歌詞・楽曲を特徴とする。「RUIDO presents L-1グランプリ 2018」準グランプリ。ART POP ENTERTAINMENT所属。
メンバーらは後にアイドルグループNANIMONOらが所属するプロダクション「OTONA CHILD.」を設立した。

## 来歴
REDMANのギタリスト杉原亮（すぎはら りょう）と親交のあったゆあ（Ba.）が井上結夢（いのうえ ゆめ、Vo.）と組んでバンドを始めることになり、相談役の杉原と共に最初に3人で食事をした店がポポラマーマであったことから「ポポラマーマ」のバンド名で活動した。
ポポラマーマの活動終了後、ゆあと井上の2人がバンド「雨ノ弱」を結成することになり、杉原が最初の楽曲「優雨」を提供した。その後、杉原が2人に教え子のりょうすけ（Gt.）を紹介し、井上（Vo.）・ゆあ（Ba.）・りょうすけ（Gt.）のスリーピースに外部サウンドプロデューサーとして杉原が関わるというバンドの形が出来上がった。正規メンバーにドラマーはいないため、ライブの際はサポートドラマーを迎えて演奏している。
2018年にはライブハウスチェーンRUIDOが主催する「RUIDO presents L-1グランプリ 2018」で準グランプリを獲得。
2018年8月、1stシングル「未確認生物」をART POP ENTERTAINMENT内の新レーベル「濱ラボ.レコード」からリリース。
2019年6月19日に1stアルバム『シネマコンプレックス』をリリース。発売に先駆けて6月9日のライブイベント『現状アートポッパー』（東京・SHIBUYA DESEO）で先行販売が行われた。
2021年1月5日、Gt. りょうすけが脱退し、Gt. 杉原が正式にメンバーとして加入。
2022年5月、井上がこゆびちゃん名義でプロデューサーを務めるアイドルグループ「NANIMONO」が結成され、その所属事務所として「OTONA CHILD.（オトナチルドレン）」が設立された。同事務所は井上とゆあが共同で運営している。
2022年9月24日、OTONA CHILD.から2ndアルバム『ボク不在の世界』を配信リリース。

## 音楽性と評価
「現代的シネマティックロックバンド」を名乗っており、映画のような物語性のある歌詞・楽曲を特徴としている。また、ライブでは必要以上のMCを行わず、楽曲に合わせて用意された「語り」の音源や、演者とステージに映像を投影するプロジェクションマッピングによる演出を行う。
全楽曲の作詞を手掛けるボーカルの井上は「雨ノ弱の場合、先にイメージする映像や物語があり、その映像や物語を彩るテーマソングやBGMを音楽で表現する形を持って、それぞれの楽曲を作っています」と語っている。
ライターの長澤智典は、その音楽性を「どの楽曲も真実であり、綺麗に言うならダークファンタジーな世界観を持っている。別の言い方をするなら、現実社会のレールから逸脱した生き方/人生観を映した物語たちを、雨ノ弱は多種多彩な音をギュウギュウに詰め込んだ、トリッキーな展開を持って進んでゆくシアトリカルな音楽の中へ描き出している。」と評価している。

また、「映画」という観点からは「雨ノ弱が音楽を通して描き出す映画には、正直コメディーやアクション要素は欠けている。その変わり、心に訴えかけ、染み入る想いを求めている人には、とても刺激な愛聴作になるのではと思っている。」と分析している。

## メンバー

### 現メンバー
井上結夢（いのうえ ゆめ）
ボーカル・ギター。
全曲で作詞を手掛ける。
2020年1月よりアイドルグループlonely planetのプロデューサーを務める。グループ活動開始当初は名前を隠していた。
2022年5月より「こゆびちゃん」名義で設立したクリエイティブ・プロダクション「OTONA CHILD.」の代表となり、アイドルグループNANIMONO・AZATOY・hakanaiのプロデューサーを務めるほか、コンセプトカフェ「ふらっと」「推ししか勝たん」のプロデュース、映像作品等の制作を行っている。
「こゆびちゃん」の由来は「小指が短いので」。
NANIMONOでもほとんどの楽曲で作詞・作曲を行っている。
ゆあ
ベース。
前身バンドより井上と共に活動している。
OTONA CHILD.ではこゆびちゃん（井上）と共同代表を務める。
杉原亮（すぎはら りょう）
作詞家・作曲家・編曲家で、ギタリスト。当初はサウンドプローサーとして外部から関与。
杉原自身によれば「雨ノ弱が作りたい世界感を持っていて大事にしていて 活動方針やバンドのあり方そういうものは全てバンドが責任、決定権を持っていて 曲や音に関してをサウンドプロデュースしているっていう感じ」であったという。
2021年1月5日、りょうすけと入れ替わりでギター担当として正式加入。
NANIMONOでもこゆびちゃん（井上）と共にほとんどの楽曲で共同作曲を行っている。

### 元メンバー
りょうすけ
ギター。
サウンドプロデューサーの杉原が紹介し加入した。
2021年1月5日脱退。

## 作品

### ディスコグラフィ

#### アルバム
| #   | タイトル                      | 作詞 | 作曲・編曲 |
| --- | ----------------------------- | ---- | ---------- |
| 1.  | 「Prologue」                  |      |            |
| 2.  | 「優雨」                      |      |            |
| 3.  | 「未確認生物 （Album ver.）」 |      |            |
| 4.  | 「毒林檎-BadApple-」          |      |            |
| 5.  | 「ファンシーポップ」          |      |            |
| 6.  | 「CInDErella story」          |      |            |
| 7.  | 「ハロー・グレア」            |      |            |
| 8.  | 「籠の鳥」                    |      |            |
| 9.  | 「c i n e m a」               |      |            |
| 10. | 「Epilogue」                  |      |            |

| #  | タイトル           | 作詞 | 作曲・編曲 |
| -- | ------------------ | ---- | ---------- |
| 1. | 「夏の終わり」     |      |            |
| 2. | 「ボク不在の世界」 |      |            |
| 3. | 「逃避行」         |      |            |
| 4. | 「赤い部屋」       |      |            |
| 5. | 「悪戯」           |      |            |
| 6. | 「透明な朝」       |      |            |

シネマコンプレックス
1stアルバム『シネマコンプレックス』は、いくつもの異なる映画を同時に上映する施設であるシネマコンプレックスと、いくつものコンプレックスを表現した楽曲を収録した作品集という2つの意味を掛け合わせたタイトルである。
例えば3トラック目の「未確認生物」は、前出のライター長澤のレビューでは「観たくない現実から逃れ自分の殻に閉じこもった主人公が、『ボクと似た遺伝子のキミへ』と、じつは人との繋がりを求めている本心を描写している」とされている。
2曲目の「優雨」は後に続く7曲の「目次」の役割を果たし、収録曲をコラージュした1曲目「Prologue」と10曲目「Epilogue」が映画のオープニングとエンディングにあたる。
「未確認生物」は後にNANIMONOに引き継がれている。

#### シングル
| No. | タイトル           | 発売日        | 規格品番   | 収録曲 |
| --- | ------------------ | ------------- | ---------- | --- |
| 1   | 未確認生物         | 2018年8月22日 | HMLB-1801  | \| # \| タイトル \| 作詞 \| 作曲・編曲 \| \| -- \| ---------------------- \| ---- \| ---------- \| \| 1. \| 「未確認生物」 \| \| \| \| 2. \| 「Intermission[注 2]」 \| \| \| \| 3. \| 「ロンリーポップ」 \| \| \| |
| #   | タイトル           | 作詞          | 作曲・編曲 | |
| 1.  | 「未確認生物」     |               |            | |
| 2.  | 「Intermission」   |               |            | |
| 3.  | 「ロンリーポップ」 |               |            | |

### ミュージックビデオ
- 『CInDErella story』

監督・脚本・出演をボーカルの井上結夢自らが行っている。
- 『籠の鳥』（ドラマMV）
- 『未確認生物』

前出のライター長澤は上記2つのMVを紹介して、「とても観念的な世界観だ。いや、その言葉は間違いだ。雨ノ弱の楽曲のベースになっているのは、すべて『ノンフィクション』。生々しすぎる現実へ『フィクション』の要素を描き加えることで、『これは自分のこと』と受け止めやすいようにと、結夢は表現をオブラートに包み込んでゆく。」とレビューしている。

## タイアップ
- 「ロンリーポップ」

1stシングル「未確認生物」収録。荒木スミシの小説『キルユアアイドル』の主題歌。

## ワンマンライブ
| タイトル              | 日付           | 会場             |
| --------------------- | -------------- | ---------------- |
| Roadshow-Blue Xmas編- | 2018年12月22日 | Music Lab.濱書房 |

- 全編映像投影（プロジェクションマッピング）演出が行われた[1]。